# 馬基維瓦蘇
馬基維瓦蘇（巴宰語：Apu magyawas/Makiyawasu），是臺灣巴宰族和噶哈巫族神話中的天神，亦是人類的始祖神。

## 神話傳說
馬基維瓦蘇從天而降,居住於臺灣的中央平地上，其後子孫繁衍。某日洪水為患,山川草木以及人畜俱遭其殊洪而幾全滅絕,唯有馬基維瓦蘇直系的一對兄妹倖免於難。